# Xian autonome miao de Pingbian
Le xian autonome miao de Pingbian (屏边苗族自治县 ; pinyin : Píngbiān miáozú Zìzhìxiàn) est un district administratif de la province du Yunnan en Chine. Il est placé sous la juridiction de la préfecture autonome hani et yi de Honghe.

## Démographie
La population du district était de 143 487 habitants en 1999.